# Alejo Sauras
Alejo Sauras, de son nom complet Alejo Martín Sauras, est un acteur espagnol, né le 29 juin 1979 à Palma de Majorque.

## Biographie
Bien qu'il soit né à Palma de Majorque, Alejo Sauras passe son adolescence à Madrid, dans le quartier d'Aluche.
Il commence une formation professionnelle en électronique à La Salle de Las Aguilas-Madrid qu'il ne termine pas, étudie aussi un peu d'aéronautique avant de se tourner vers l'art dramatique. Il commence à se former dans des écoles comme celle de Cristina Rota, alors qu'il étudie le japonais à l'école officielle de langues de Madrid, ce qui lui servira à jouer deux pièces dans cette langue.
En 1996, il commence à apparaître dans des courts-métrages et des séries télévisées (Menudo es mi padre, Compañeros, A las once en casa...) et fait ses premiers pas au cinéma en 1998 avec une petite intervention dans le film Mensaka.
Plus tard il intègre l'équipe d'acteurs de la sitcom pour adolescents Al salir de la clase (1997-2002), dans laquelle il joue un adolescent homosexuel, Santi, présent dans plus de 500 épisodes entre 1999 et 2000. Ce personnage donne à Alejo Sauras une grande popularité et il commence alors à devenir un visage familier du grand public.
Il participe ensuite à des films comme Y decirte alguna estupidez, por ejemplo, te quiero (2000), ou Diario de una becaria (2003) et continue à faire quelques apparitions dans des épisodes et des séries télévisées (Siete vidas, El comisario). C'est aussi à cette époque qu'il intervient dans un grand nombre de courts-métrages.
Il participe, en 2003, à la deuxième saison de Javier ya no vive solo, en compagnie de Emilio Aragón.
Mais c'est surtout dans le rôle de Raúl, meilleur ami de Marcos, qu'il se fait le plus remarquer, au cours des cinq années de diffusion de la série La Famille Serrano, de 2003 à 2008.
En 2005, il décroche un premier rôle dans le film Bienvenido a casa, réalisé par David Trueba. Dans le film, où il se met dans la peau d'un photographe qui intègre la rédaction d'un journal, il joue notamment aux côtés de Pilar López de Ayala, Concha Velasco, Jorge Sanz, Juan Echanove et Carlos Larrañaga.
En 2006, il tourne le long-métrage Café solo o con ellas de Álvaro Díaz Lorenzo, avec Asier Etxeandía, Lucía Jiménez et Elena Ballesteros. En novembre de la même année il tourne un autre long-métrage avec  Imanol Arias, Lo que tiene el otro, dirigé par le valencien Miguel Perelló.
Il participe aussi à des films comme La habitación de Fermat de Luis Piedrahíta et Rodrigo Sopeña, ou encore Sexykiller, morirás por ella de Miguel Martí.
Il tourne en 2008 le film Mentiras y gordas, avec son ami Hugo Silva. Il décroche aussi un petit rôle dans le film Los abrazos rotos de Pedro Almodóvar.
En octobre 2008, sort la série Cazadores de hombres dans laquelle Alejo Sauras joue le rôle principal aux côtés d'Emma Suárez. Il y interprète “El Tila”, un délinquant et collaborateur de Ana Leal (Emma Suárez), et dont la mission est d'aider Ana à attraper Sergueï Yakutov, l'assassin de la famille d'Ana.
En juin 2009, Telecinco annonce qu'Alejo sauras sera un des nouveaux venus dans la deuxième saison de la série Acusados.
En 2012, il participe au vidéoclip "Xanandra" du groupe Mägo de Oz. En novembre de la même année, il apparaît dans la série comique Fenómenos de la chaîne Antena 3.
En 2014 et 2015, il participe à l'adaptation de l'œuvre classique El eunuco.
Depuis 2017, il fait partie du trio des protagonistes de la série de  TVE Estoy vivo, où il interprète El Enlace, un agent surnaturel au service d'un policier, Manuel Márquez (Javier Gutiérrez), et de sa famille.
Il décroche en 2018, pour ce rôle, le prix de meilleur acteur des Fotogramas de plata.

## Filmographie

### Longs métrages
- El jugador de ajedrez (2017), dans le rôle de Javier Sánchez
- Solo Química (2015) :  Carlos
- Mentiras y gordas  (2009), de Alfonso Albacete et David Menkes.
- Étreintes brisées (2008), de Pedro Almodóvar.
- Sexy Killer  (2008), de Miguel Martí : Álex
- La habitación de Fermat (2007), de Luis Piedrahita et Rodrigo Sopeña :  Galois
- Lo que tiene el otro (2007), de Miguel Perelló.
- Café solo o con ellas (2007), de Álvaro Díaz Lorenzo : Pedro
- Bienvenido a casa (2006), de David Trueba : Samuel
- H6: Diario de un asesino (2005), de Martín Garrido Barón.
- Mentiras (2005), de Miguel Perelló.
- Atrapados (2003), de Criso Renovell.
- Diario de una becaria (2003), de Josetxo San Mateo.
- La mujer de mi vida (2001), de Antonio del Real.
- cinéma espagnoljemplo, te quiero (2000), de Antonio del Real.
- Mensaka (1998), de Salvador García Ruiz